# Radagaisus
Radagaisus vagy Radagais (elhunyt 406. augusztus 23-án) a gótok királya volt (a latin forrásokban rex). 405 végén százezres nagyságúra becsült seregével támadást indított Észak-Itália ellen, azonban a következő évben Stilicho nyugatrómai hadvezértől vereséget szenvedett. A háborús vereséget túlélő gótok Alarik vizigót királyhoz csatlakoztak, aki 410-ben feldúlta Rómát.

## Élete
405-ben vandál, burgund és svév vegyes csapatok törtek be a Nyugatrómai Birodalom területére Radagaisus vezetésével. Velük tartottak az alánok, és egy 12 ezer fős gót csapat is. A velük együtt vonuló asszonyokkal és gyerekekkel a sereg egyes becslések alapján elérhette a százezer főt is. A soknemzetiségű néptömeg a mai Nagyalföld területéről indulhatott útjára, feldúlta Pannonia és Noricum provinciákat, majd betört Észak-Itáliába. A nyugatrómai hadvezér, Stilicho tisztában volt azzal, hogy a rendelkezésére álló sereg nem elég egy ekkora áradat feltartóztatására, ezért újoncokat keresett és a rabszolgákat is besorozta, de még így is csak 30-40 ezer embere volt a feladatra, viszont seregét kiegészítették a rómaiakhoz hű barbár csapatok: szerencséjére Uldin hun király segédcsapatokat küldött a Nyugatrómai Birodalomnak.
A támadó germán sereg elhaladt Ravenna, valamint Stilicho ticinumi tábora mellett. Míg Stilicho egyre halasztotta a barbárokkal való csatát, addig azok Itália több városát kifosztották. Stilicho Firenzénél utolérte a germán hadat, és elhatározta, hogy azzal módszerrel próbálja megállítani őket, ami a gótoknál 403 tavaszán már bevált, azaz bekeríti és kiéhezteti őket. A terv bevált, Radagais többszöri kitörési kísérlet után kegyelemért könyörgött. A fogságba esett királyt fiaival együtt megölték: 406. augusztus 23-án érte a halál. A kiéheztetett germánok mind a rómaiak fogságába kerültek és eladták őket rabszolgának. A tizenkétezerre becsült gót katonát Stilicho római zsoldba fogadta. Mintegy százezer szvéb, vandál, alán és burgund azonban visszamaradt az Apenninnek és az Alpok, valamint az Alpok és a Duna között, támadásra készen.
A történészek Radagaisus támadását olyan döntő eseménynek tartják, mely nagyban hozzájárult a Nyugatrómai Birodalom felbomlásához és megszűnéséhez. Azáltal, hogy Stilicho Észak-Itália megvédésére koncentrált, a birodalomnak nem maradt elég ereje a rajnai határ megvédéséhez: 406. december 31-én vandálokból, alánokból és szvévekből álló germán tömeg áttörte a rajnai limest, majd átlépve a Rajnát ellepték Galliát. 408-ban pedig megkezdődött Alarik nyugati gót király itáliai hadjárata is.

## Forrásértelmezési problémák
Radagaisus tudomásunk szerint nem tartozott sem a keleti, sem a nyugati gót uralkodók sorába, a kortárs szerzők mégis királynak címezték. A nagy népvándorlás germán népeinél egy-egy hadvezér vagy törzsfő több csoportot egyesíthetett, ilyen volt Radagaisus kortársa, Alarik is.
Radagaisus hadjáratának tanulsága, hogy a kora középkorban vegyes összetételű, soknemzetiségű néptömegek vándoroltak Keletről Nyugatra. Mindennek a magyar őstörténet szempontjából is nagy jelentősége van.

## További információ
- Gótok